# Calamars fregits
Els calamars fregits (en ocasions també anomenats calamars a la romana o rabas) són un producte fregit preparat a força de calamars fregits arrebossats en farina que es pot trobar en molts bars i restaurants dels països de cuina mediterrània i atlàntica.
A Espanya se serveixen generalment com una tapa (aperitiu) en molts bars, o com a racions. Com alguns altres plats de marisc se solen servir juntament amb una rodanxa de llima, per esprémer-la sobre la ració a gust del consumidor.

## Característiques
Els calamars se solen netejar per dins i s'escalden en aigua durant un temps. El cos es talla per regla general en anells abans de ser arrebossat i fregit en oli molt calent (generalment a temperatures de 160 °C). Els calamars solen servir-se en una font amb una rodanxa de llima, o de vegades se serveixen com a entrepà (entrepà de calamars). Als països de l'àrea mediterrània és tan popular que es poden trobar ja preparats per fregir en la majoria dels supermercats a l'àrea de congelats.
Les rabas de Cantàbria poden ser classificades per la raça del calamar, que pot ser magano, peludín o rejo, sent el més apreciat el magano pescat a guadañeta, art de pesca tradicional amb que es pesquen els cefalòpodes de la raça, d'uns 12 cm de longitud. Les rabas de magano se solen conéixer "rabas blancas".

## Variants fora d'Espanya
Els calamars fregits són comuns a les cuines de molts països de la ribera del Mediterrani; per exemple a Turquia són molt populars amb el nom "kalamar tava", que significa "calamar fregit" en turc. Es menja amb salsa tarator.
En altres països solen servir-se un plat preparat de forma molt similar però servit amb les salses nacionals o més populars de la zona. A Mèxic se sol prendre amb tabasco o altres salses picants i a Perú se solen fer i servir amb salsa criolla, rocoto i yuca sancochada. En la cuina xinesa se sol picar el calamar i es recobreix després amb sal i farina juntament amb abundant chili, elaborant-se així un plat molt semblant.

## Galeria

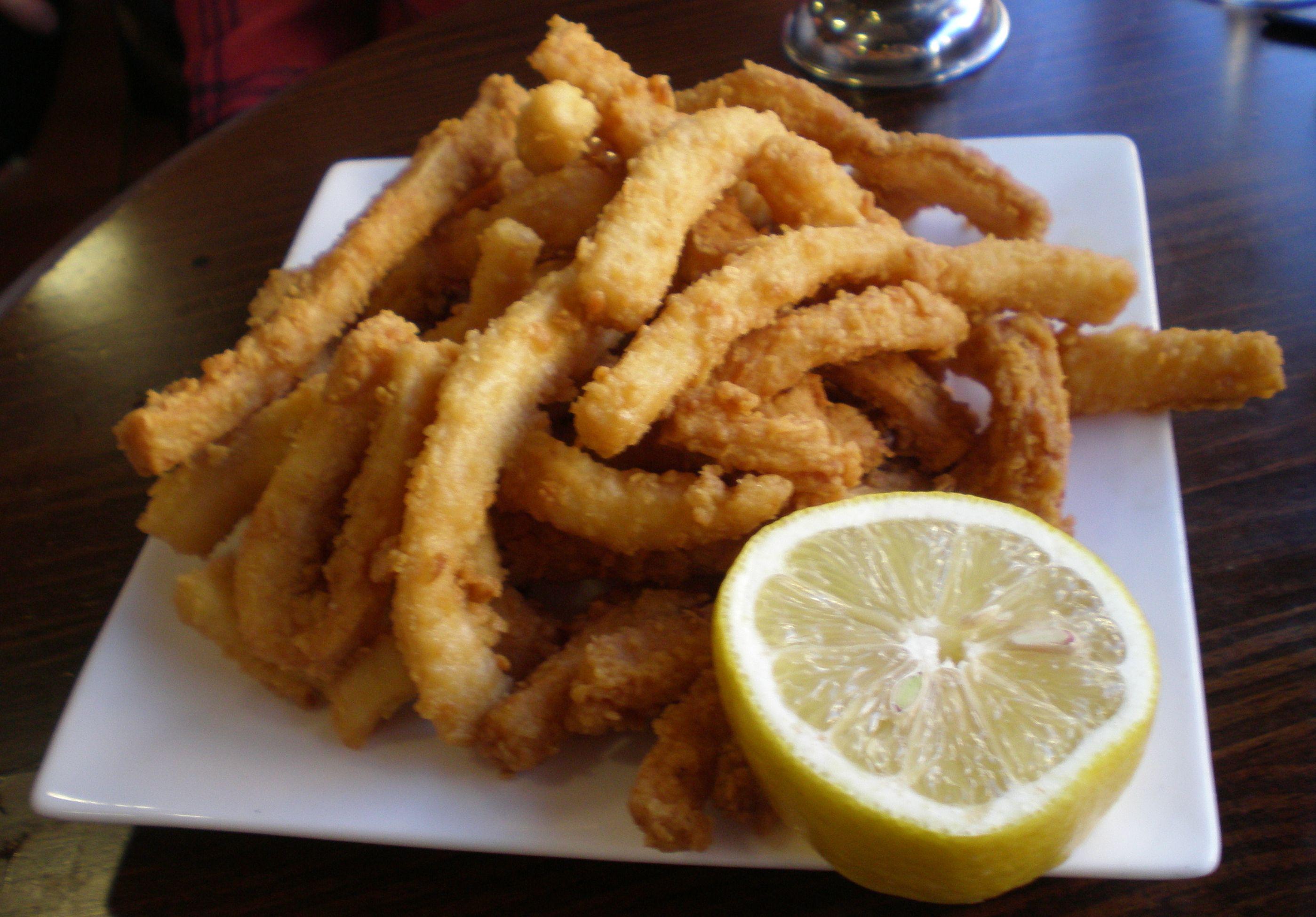
Les rabas són l'aperitiu més consumit pels càntabres.
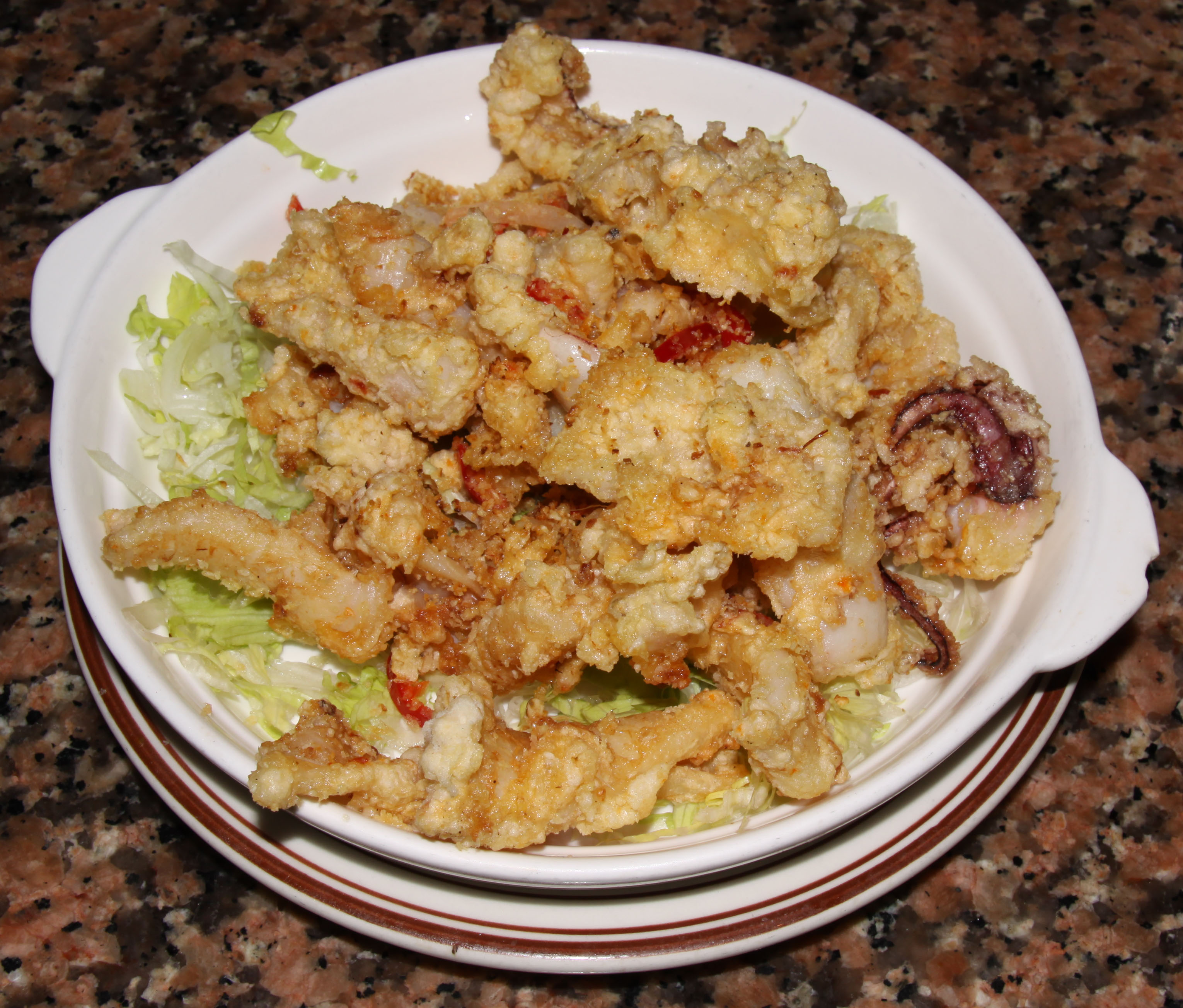
Calamar fregit a l'estil de la cuina cantonesa, servit a Hong Kong.
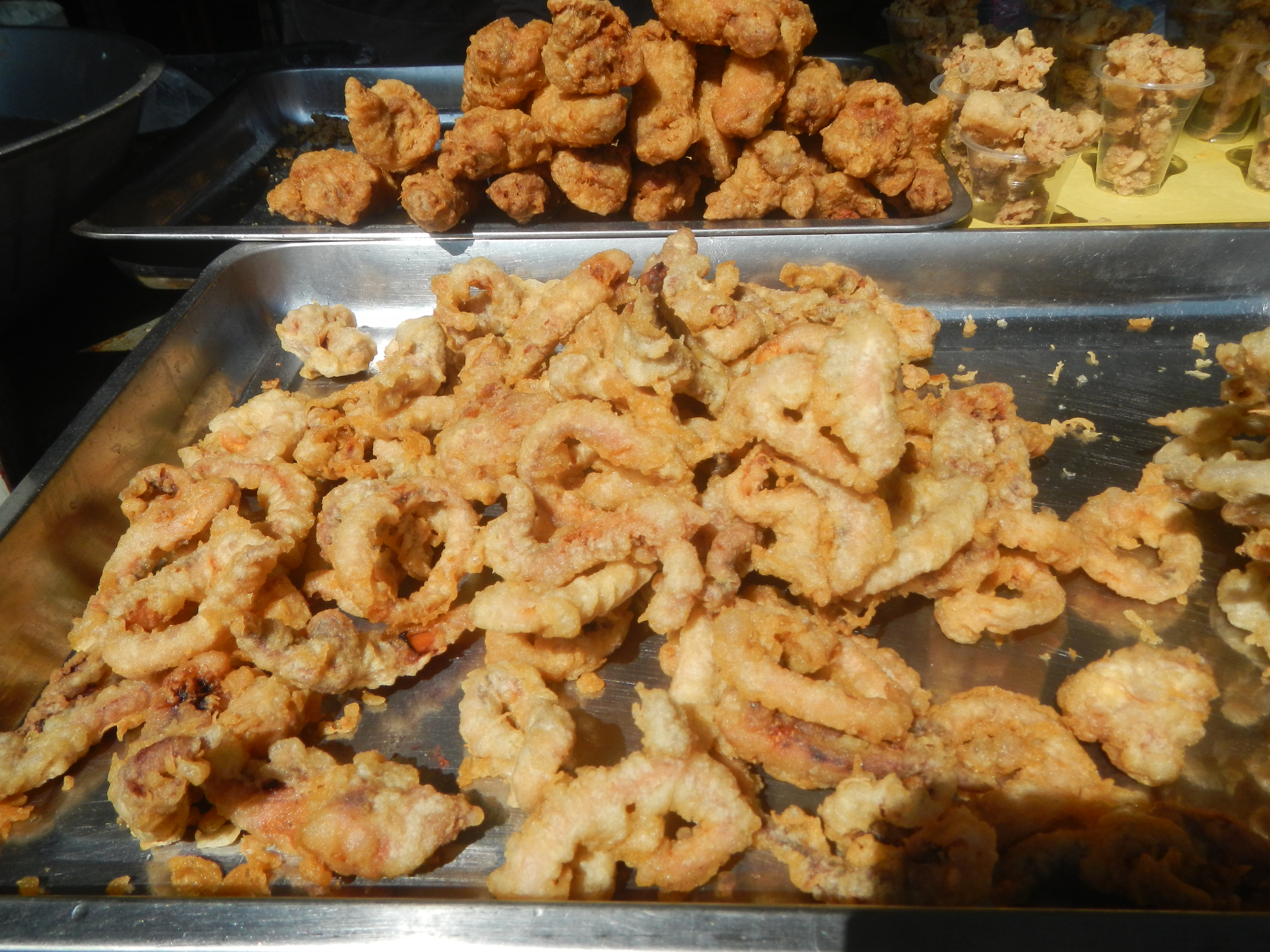
Versió de Bulacan, Illes Filipines.
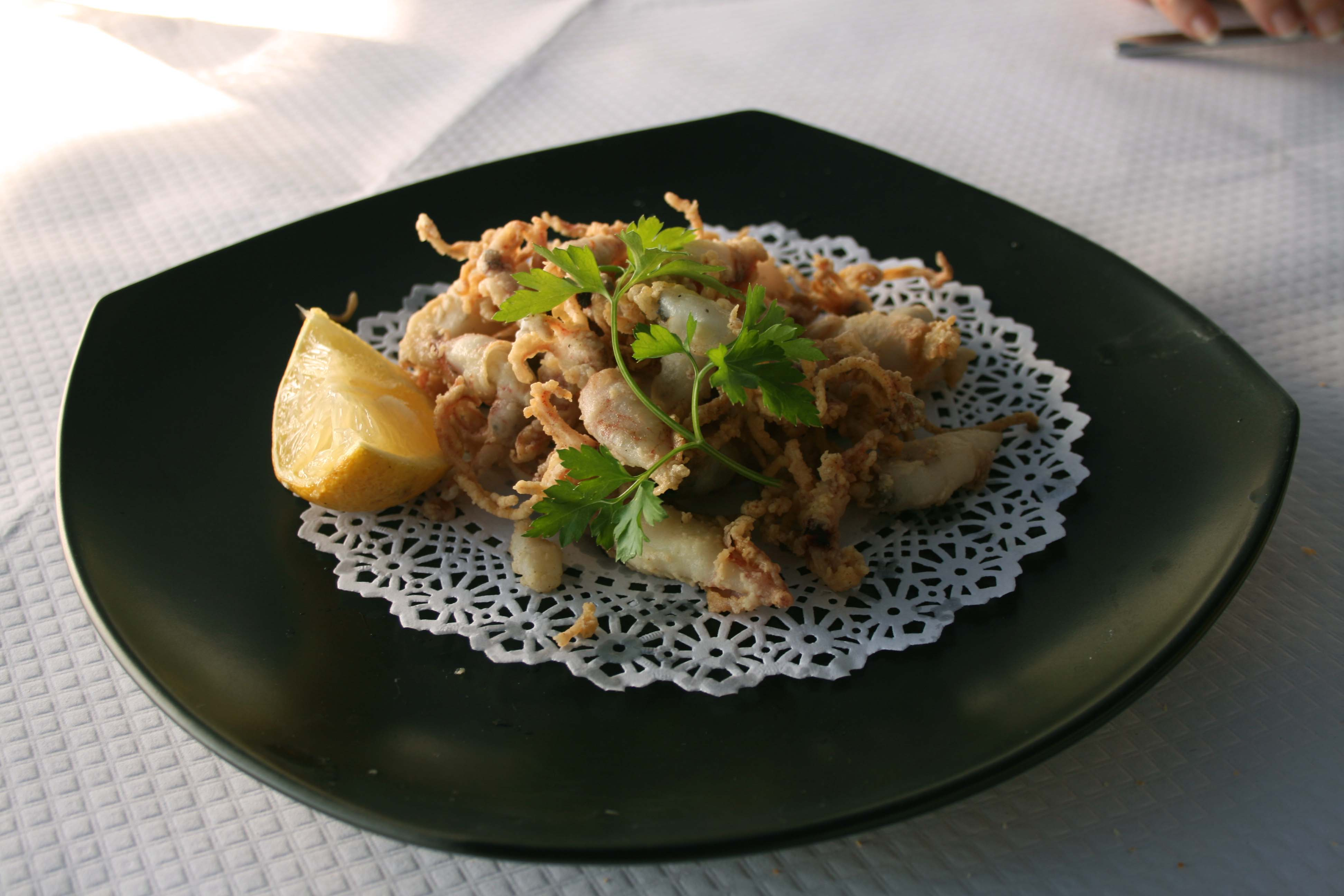
Puntilla, una preparació semblant amb calamars menuts.
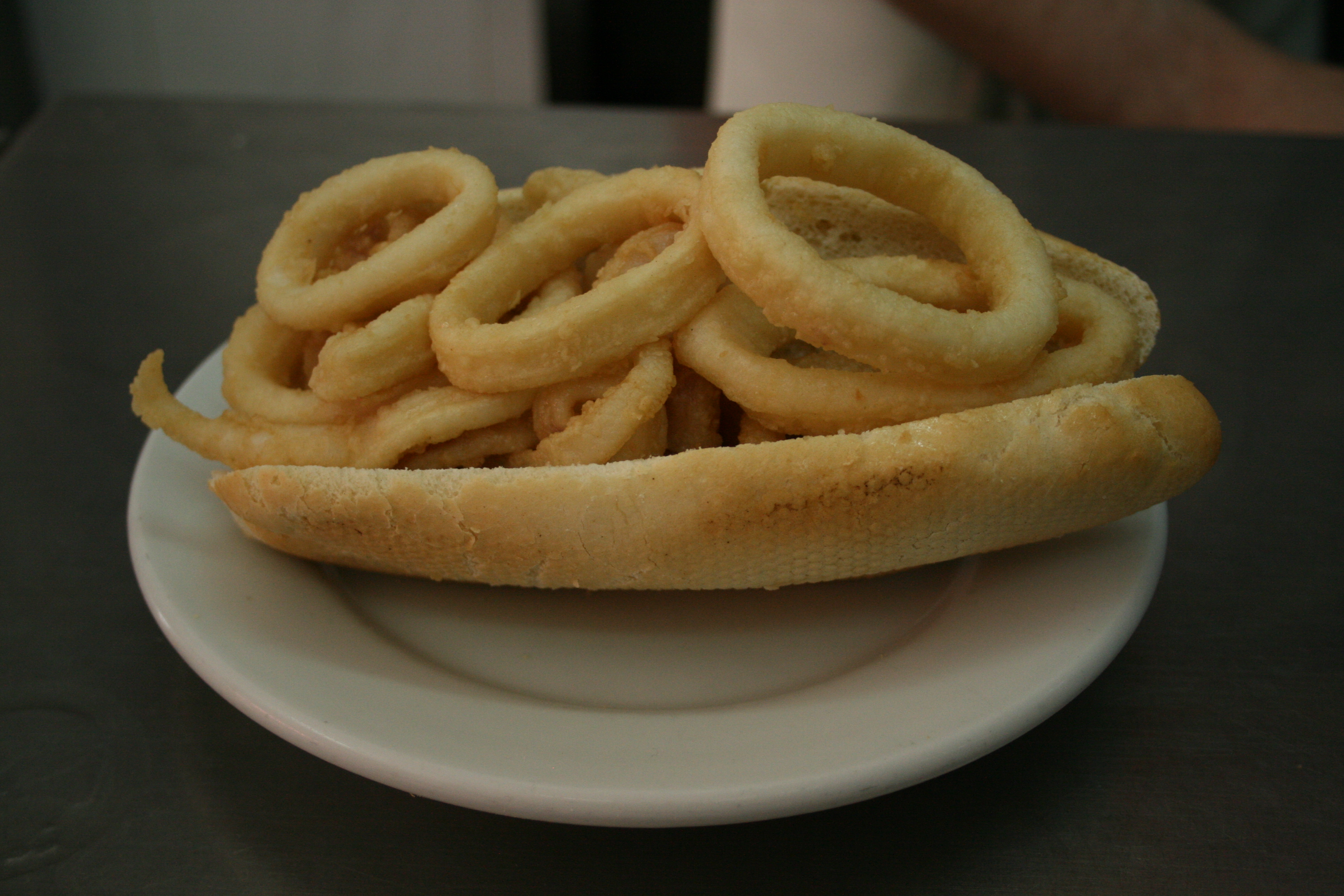
Entrepà de calamars, símbol de Madrid.